# National Basketball League 2015-2016
La National League Basketball 2015-2016 è stata la 38ª edizione della National Basketball League, la massima lega di basket australiana.

## Squadre partecipanti
- Adelaide 36ers
- Cairns Taipans
- Illawarra Hawks
- Melbourne United
- N.Z. Breakers
- Perth Wildcats
- Sydney Kings
- Townsv. Crocodiles

## Regular Season

### Classifica
|    | Squadra            | G  | V  | P  | PF    | PS    |
| -- | ------------------ | -- | -- | -- | ----- | ----- |
| 1. | Melbourne United   | 28 | 18 | 10 | 2.384 | 2.342 |
| 2. | Perth Wildcats     | 28 | 18 | 10 | 2.391 | 2.266 |
| 3. | Illawarra Hawks    | 28 | 17 | 11 | 2.637 | 2.486 |
| 4. | N.Z. Breakers      | 28 | 16 | 12 | 2.357 | 2.282 |
| 5. | Adelaide 36ers     | 28 | 14 | 14 | 2.495 | 2.500 |
| 6. | Cairns Taipans     | 28 | 12 | 16 | 2.238 | 2.354 |
| 7. | Townsv. Crocodiles | 28 | 11 | 17 | 2.271 | 2.390 |
| 8. | Sydney Kings       | 28 | 6  | 22 | 2.416 | 2.569 |

## Playoffs

### Melbourne - New Zealand

#### Gara 1
| Melbourne 18 febbraio 2016 | Melbourne United | 82 – 91 | N.Z. Breakers | Hisense Arena (5.532 spett.) |

#### Gara 2
| Auckland 20 febbraio 2016 | N.Z. Breakers | 91 – 78 | Melbourne United | Vector Arena (TBA spett.) |

### Perth - Illawarra

#### Gara 1
| Perth 19 febbraio 2016 | Perth Wildcats | 80 – 68 | Illawarra Hawks | Perth Arena (8.700 spett.) |

#### Gara 2
| Wollongong 21 febbraio 2016 | Illawarra Hawks | 104 – 87 | Perth Wildcats | WIN Entertainment Centre (TBA spett.) |

#### Gara 3
| Perth 26 febbraio 2016 | Perth Wildcats | 89 – 74 | Illawarra Hawks | Perth Arena (TBA spett.) |

### Finale

#### Gara 1
| Perth 2 marzo 2016 | Perth Wildcats | 82 – 76 | N.Z. Breakers | Perth Arena (TBA spett.) |

#### Gara 2
| Auckland 4 marzo 2016 | N.Z. Breakers | 72 – 68 | Perth Wildcats | North Shore Events Centre (TBA spett.) |

#### Gara 3
| Perth 6 marzo 2016 | Perth Wildcats | 75 – 52 | N.Z. Breakers | Perth Arena (13.090 spett.) |

## Vincitore
| Campioni NBL 2015-2016     |
| -------------------------- |
| Perth Wildcats (7º titolo) |

## Statistiche
| Categoria         | Giocatore      | Squadra              | Stat |
| ----------------- | -------------- | -------------------- | ---- |
| Punti per gara    | Jerome Randle  | Adelaide 36ers       | 23,0 |
| Rimbalzi per gara | Daniel Johnson | Adelaide 36ers       | 9,3  |
| Assist per gara   | Cedric Jackson | New Zealand Breakers | 6,6  |

## Premi
- NBL Most Valuable Player: Kevin Lisch, Illawarra Hawks
- NBL Defensive Player of the Year: Kevin Lisch, Illawarra Hawks
- NBL Most Improved Player of the Year: Clint Steindl, Townsville Crocodiles
- NBL 6th Man of the Year: Hakim Warrick, Melbourne United
- NBL Rookie of the Year: Nick Kay, Townsville Crocodiles
- NBL Finals MVP: Damian Martin, Perth Wildcats
- NBL Coach of the Year: Shawn Dennis, Townsville Crocodiles

- All-NBL First Team
  - Jerome Randle, Adelaide 36ers
  - Kevin Lisch, Illawarra Hawks
  - Chris Goulding, Melbourne United
  - Daniel Kickert, Melbourne United
  - Andrew Ogilvy, Illawarra Hawks

- All-NBL Second Team
  - Stephen Holt, Melbourne United
  - Corey Webster, New Zealand Breakers
  - Kirk Penney, Illawarra Hawks
  - Daniel Johnson, Adelaide 36ers
  - Matt Knight, Perth Wildcats